# قصر شبيب (الزرقاء)
قصر شبيب قصر أثري يقع في الجهة الغربية من مدينة الزرقاء قريبا من وسط المدينة فوق مرتفع كان يشرف على نهر الزرقاء، وهو بناء مربع الشكل يؤدي مدخله إلى قاعة مسقوفة بأقبية ومنها ادراج إلى الطابق العلوي وللقصر برج من الجهة الشرقية، وقد شيد القصر في العصر الروماني القديم نحو عام 46 ق.م وكان يسمي بقاعة الزرقاء أو حصن الزرقاء، وينسب إلى الأمير شبيب المهداوي الجذامي، ويعتقد ان القصر الحالي مقام على أنقاض قلعة رومانية.

## تاريخ الموقع
تأريخ الموقع:-
يرجع تاريخ هذا القصر في الأساس للعصر الروماني حيث كان مركزاً للدفاع عن الحدود الشرقية في زمن اورليوس (253-268)، وقد تم العثور على نقش لاتيني ينص على ان إحدى كتائب الجيش الروماني قد عسكرت في هذا القصر بالإضافة للعثور على بقايا أوانٍ فخارية تعود للقرن الثاني الميلادي. 
وفي العصر الإسلامي، في بداية الفتوحات الإسلامية وخاصة في القرن (السابع ميلادي) قلت اهمية هذا الحصن من الناحية الحربية وأصبح محطة للمسافرين في أيام السلم.
وتم إعادة استخدامه في العصرين الايوبي والمملوكي.
وفي العهد العثماني كان القصر مكانا للحامية التركية التي تحرس الحجاج أثناء مرورهم أو مكوثهم في مدينة الزرقاء.

## عناصر الموقع
1- القصر أو الحصن:- 
وهو عبارة عن بناء مربع الشكل طول ضلعه 13.75 متراً، تقع بوابة القصر في الجهة الشرقية منه وتوزعت على الجدران الأخرى نوافذ، حيث توجد في كل واجهة نافذة خاصة بالرماة.
اما قاعة القصر فقد جمعت بين العقد المربع الذي ينتهي اضلاعه في الوسط وبين العقد البرميلي.
ويوجد داخل القصر درج يقود إلى سطح القصر حيث تم العثور على بقايا غرف قد تهدمت وتساقطت حجارتها.
2- البئر:-
يقع هذا البئر أمام القصر عند مدخله، ويعتقد انها تحتوي على سراديب تصل إلى نهر الزرقاء حيث ان هذا النوع من السراديب كان منتشر في القلاع الرومانية.
3- النقش:- 
يوجد هنالك نقش فوق القوس المحيط بباب القصر مكتوب باللغة اللاتينية وينص كما ذُكر سابقاً، وقد أُضيف سطرٌ باللغة العربية إلى النقش تشير فقط إلى وفاة الحاكم وطلب الرحمة له.

## وظيفة القصر
لقد تغيرت وظيفة هذا المبنى من عصر للأخر حيث شُيِد كقلعة حربية في العصر الروماني، وفي القرن السابع ميلادي وابان الفتوحات الإسلامية تحول إلى محطة للمسافرين واستمر يشغل هذه الوظيفة إلى العصر العثماني وحيث استُخدم كموقع ٍ لحامية لحرس الحجاج، واما في العصر الهاشمي فهو مغلق في معظم الأوقات ولا يكاد يستخدم.

## شخصية شبيب
لا يُعرف على وجه التحديد من هو شبيب الذي ينسب اليه القصر، وقد أوردالمؤرخون أربعة أشخاص هم:
شبيب العقيلي
أحد أمراء كافور الأخشيدي حاكم مصر في عهد الدولة الآخشيدية قبل الفاطميين ما بين 946-986 وقد بسط نفوذه على شرق الأردن وعين أميرا على تلك المنطقة وقد أتخذ من قلعة الزرقاء مقراً لإمارته.
شبيب التبعي الحميري
كان أميرا بطلا وإتخذ قلعة لزرقاء مقرا لإمارته التي وصلت حدودها من جنوب معان إلى جبل الشيخ الذي عاش أيان الفاطميين من 969-1171 م.
شبيب المقدادي
اتخذ من قلعة الزرقاء مقرا لإمارتة وبسط نفوذه من حوارة حتى الحجاز في عهد الدولة العثمانية.
شبيب المهداوي
كان أميرا على الزرقاء وما حولها، وكانت منطقته جزءا من امارة المهداوي في البلقاء، وقد إتخذ من القلعة حصنا لإمارتة.
وفي العهد العثماني كان القصر مكانا للحامية التركية التي تحرس الحجاج أثناء مرورهم أو مكوثهم في مدينة الزرقاء.